# 拉什夫卡河
拉希夫卡河（烏克蘭語：Рашівка），是烏克蘭中部的河流，屬於普肖爾河的右支流。該河發源自哈爾基夫齊東北面，流經波爾塔瓦州的米爾霍羅德區，河道全長16公里，流域面積51.6平方公里。